# Vallitunselkä
Vallitunselkä är en vik i Finland. Den är en del av sjön Koitere och ligger i Ilomants i landskapet Norra Karelen, i den sydöstra delen av landet, 400 km nordost om huvudstaden Helsingfors.